# Have I Got a Deal for You
Have I Got a Deal for You è il nono album in studio della cantante di musica country statunitense Reba McEntire, pubblicato nel 1985.

## Tracce
1. I'm in Love All Over – 3:04 (Don King, J. D. Martin)
2. She's Single Again – 2:26 (Charlie Craig, Peter McCann)
3. The Great Divide – 3:05 (Michael P. Heeney, Jackson Leap)
4. Have I Got a Deal for You – 2:43 (Heeney, Leap)
5. Red Roses (Won't Work Now) – 3:34 (Jimbeau Hinson, David Lee Murphy)
6. Only in My Mind – 3:37 (Reba McEntire)
7. She's the One Loving You Now – 2:39 (McEntire, David Anthony, Leigh Reynolds)
8. Whose Heartache Is This Anyway – 3:20 (Wayland Holyfield, Jim McBride)
9. I Don't Need Nothin' You Ain't Got – 2:49 (Heeney, David Scarlett)
10. Don't Forget Your Way Home – 3:22 (Ed Hunnicutt, John Brannen)